# Oildale (Leave Me Alone)
Oildale (Leave Me Alone) è un singolo del gruppo musicale statunitense Korn, pubblicato il 12 luglio 2010 come primo estratto dal nono album in studio Korn III: Remember Who You Are.

## Descrizione
Si tratta della prima pubblicazione del gruppo incisa insieme al batterista Ray Luzier. Oildale (Leave Me Alone) è stata suonata la prima volta il 26 marzo 2010 ad Anchorage, Alaska.

## Video musicale
Il videoclip è stato trasmesso per la prima volta il 31 maggio 2010 su MTV2 e mostra un ragazzo che vive nella povera città di Oildale, California. Nel video vengono alternate scene del ragazzo intento a raccogliere denaro in tutta la città in sella alla sua bicicletta con altre nelle quali i Korn eseguono il brano in un giacimento petrolifero e davanti alle rovine di una casa bruciata.
Inoltre vi è un vago riferimento alla copertina del primo album, dove due uomini stanno combattendo mentre una bambina guarda seduta sopra un'altalena, ed è apparentemente rapita dal vincitore.

## Tracce
Download digitale
1. Oildale (Leave Me Alone) – 4:43

CD promozionale (Germania)
1. Oildale (Leave Me Alone) (Clean Radio Edit) – 3:59
2. Oildale (Leave Me Alone) (Explicit Radio Edit) – 3:58

CD promozionale (Stati Uniti)
1. Oildale (Leave Me Alone) (Radio Edit) – 3:58

## Formazione
- Jonathan Davis – voce
- James "Munky" Shaffer – chitarra
- Fieldy Arvizu – basso
- Ray Luzier – batteria

## Classifiche
| Classifica (2010)             | Posizione massima |
| ----------------------------- | ----------------- |
| Stati Uniti (alternative)     | 29                |
| Stati Uniti (mainstream rock) | 10                |
| Stati Uniti (rock)            | 26                |